# Libytheana mexicana
Libytheana mexicana är en fjärilsart som beskrevs av Michener 1943. Libytheana mexicana ingår i släktet Libytheana och familjen praktfjärilar. Inga underarter finns listade i Catalogue of Life.